# خالینگ (بوتان)
خالینگ (به لاتین: Khaling) یک منطقهٔ مسکونی در بوتان (کشور) است که در Trashigang District واقع شده‌است.
 خالینگ  ۱,۳۴۹ نفر جمعیت دارد.